# Pierre de Grandpré
Pour les articles homonymes, voir de Grandpré.
Pierre de Grandpré (pseudonyme de Pierre Dutaud) est un journaliste, critique littéraire et romancier québécois né en 1920 à Montréal. 
Il a fait ses études au Collège Jean-de-Brébeuf de Montréal, au Collège Sainte-Marie de Montréal, à l'Université de Montréal et à la Sorbonne de Paris. 
Il a été directeur général du département des Arts et des Lettres du ministère des Affaires culturelles du Québec de 1965 à 1970 puis conseiller culturel à la Délégation générale du Québec à Paris de 1973 à 1976. 
Il a été conseiller d'édition à la Bibliothèque nationale du Québec (1976-1980). 

## Publications
- Marie-Louise des champs, Fides, 1948
- Dix ans de vie littéraire au Canada français, Beauchemin, 1966
- La Patience des justes, Cercle du livre de France, 1966
- Histoire de la littérature française du Québec, Beauchemin, 1967-1969, 1971-1973

## Titres honorifiques
- 1966 : Prix David
- 1972 : Membre de l'Académie des lettres du Québec